# Peltonova turbina
Peltonova turbina je enakotlačna vodna turbina s tangencialnim dotokom. Primerna je za majhne pretoke in velike padce od 60 do 2000 m.
Peltonova turbina je lahko:
- horizontalna
- vertikalna.

## Sestava
- gonilnik z lopaticami
- šoba z iglo

## Lastnosti
- Enakotlačna (akcijska) turbina z delnim natokom vode, za moči do 250MW,
- Vrtilne hitrosti so do 3000 vrt./min,
- Uporabljamo pri majhnih pretokih in relativno velikih padcih (od 40 do 2000m),
- Natok vode je pravilen in brez udarca. Voda nateka na turbino iz ene ali več šob,
- Vstopni rob gonilne lopatice je v srednji ravnini kolesa – dober izkoristek,
- Optimalen izkoristek dosežemo že pri 25% nazivne obremenitve, dobra je za HE s spreminjajočo obremenitvijo,
- Občutljive na spremembo padca, zgornje kote vode
- Premer turbine je do 5m,
- Regulacija Peltonove turbine je količinska, vreteno ima na koncu iglo v obliki hruške, ki pripira šobo. Iglo premikamo s servomotorji. Tu je še odklonilo, ki preprečuje povečanje tlaka v primeru naglega odpiranja igle. Odklonilo odkloni curek pri razbremenitvi za toliko časa, da igla pripre šobo,
- Večje turbine imajo posebne zaviralne šobe, ki ustavijo gonilnik, šobe usmerijo curek vode proti hrbtu lopatic.

## Delovanje
Voda brizga iz šobe z veliko hitrostjo. Curek vode je usmerjen tangecialno na lopatice gonilnika. Voda udarja ob lopatice in oddaja gonilniku svojo kinetično energijo. Vodni curek brizga samo na nekaj lopatic, zato je gonilnik samo delno oblit z vodo. Druge lopatice gonilnika ne sprejemajo vodne energije. Pretok vode in s tem moč Peltonove turbine se uravnava s premikanjem igle v šobi; poleg igle v šobi imajo turbine še nož. Ta naprava pri razbremenitvi turbine takoj odreže curek, medtem ko igla počasi pripira šobe tako, da pri nepričakovani razbremenitvi ne pride do prekomernega povišanja tlaka v tlačnem cevovodu.